# إيفي رحمن
ايفي رحمن (بالإنجليزية: Ivy Rahman) (بالبنغالية :আইভি রহমান) (من 7 تموز \ يوليو 1944 - 24آب \ أغسطس 2004) كانت سياسية بنغلادشية. كانت أمينة شؤون المرأة في رابطة عوامي. قتلت عام 2004 بسبب هجمات القنابل اليدوية في دكا التي نفذها أحد الإرهابيين.
كانت إيفي رحمن زوجة لمحمد ظل الرحمن الرئيس الخامس عشر لجمهورية بنغلادش.

## النشأة
ولدت إيفي رحمن في 7 تموز \ يوليو عام 1944م.. تزوجت محمد ظل الرحمن رئيس جمهورية بنغلادش في 1958م. وكان لهما ابنتان وولد.

## الوفاة
في 21 أغسطس عام 2004, كانت ايفي رحمن في تجمع سياسي لرابطة عوامي في دكا. وبعد انتهاء خطبة الشيخة حسينة، شن الإرهابيون هجوماً بقنبلة يدوية. وقد اصيبت ايفي وتوفيت بعد ثلاثة أيام أي في 24 أغسطس 2004م.